# Walik
Walik is een kleine, zeer oude buurtschap in de Noord-Brabantse gemeente Bergeijk en is enkele honderden meters ten westen van het dorp Riethoven gelegen. Walik heeft in tegenstelling tot vele andere gehuchten en buurtschappen wel een bebouwde kom. Net als andere plaatsen met een bebouwde kom is ook Walik voorzien van de standaard blauwe plaatsnaamborden. Hierdoor ontstaat weleens de verwarring dat Walik een eigen dorp zou zijn. Op 19e-eeuwse landkaarten werd de buurtschap ook wel als Waalwijk aangeduid.
De buurtschap stamt al uit de vroege middeleeuwen. Walik is vooral bekend omdat hier Maarten Boodewyns of Bouwens  geboren is, die later bekendstond als bisschop Martinus Riethovius, ook wel gespeld als Rythovius (1511-1583). Een bank herinnert aan deze persoon die in de 16e eeuw bisschop van Ieper was.
De kern van Walik bestaat onder meer uit een aantal met stro gedekte langgevelboerderijen, waarvan er twee uit 1840 stammen en een derde wat jonger is. Deze zijn alle drie tot rijksmonument verklaard. Een kerk is in Walik niet aanwezig. Walik behoort tot de kerkgemeenschap van Riethoven
Ten noorden van de oude kern van Walik zijn bungalows gebouwd.

## Natuur en landschap
Door Walik lopen een aantal langeafstandsfiets- en wandelroutes, en het is ook opgenomen in het fietsroutenetwerk en in het wandelroutenetwerk. Daarnaast is er een rondwandeling van 4 km uitgezet in het Walikerbos. Dit is een droog naaldbos dat afgewisseld wordt door enkele akkers, zodat er een kamertjeslandschap is ontstaan.

## Naburige kernen
Riethoven, Bergeijk, Eersel, Steensel, Waalre